# Bénes László
Bénes László (Dunaszerdahely, 1997. szeptember 9. –) magyar nemzetiségű szlovák válogatott labdarúgó, a Hamburger SV játékosa.

## Pályafutása

### Klubcsapatban

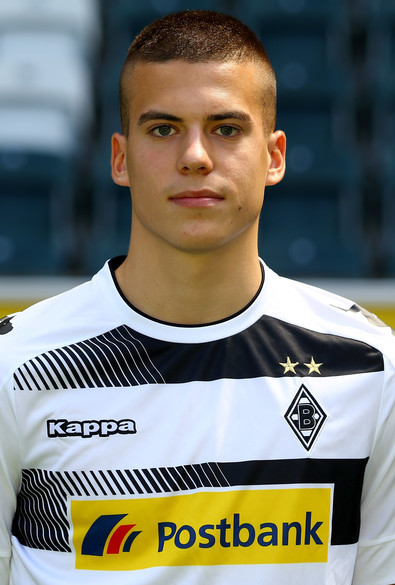
Bénes (2016)

Az FC GBS Šamorín csapatában ismerkedett meg a labdarúgás alapjaival, majd 2007-ben a DAC 1904 csapatához került, itt egészen 2011-ig szerepelt. Ezután 2015-ig a magyar Győri ETO akadémiájára, a Fehér Miklós Labdarúgó Akadémiára került. 2014. december 6-án az élvonalban a Budapest Honvéd ellen debütált a 82. percben Pátkai Máté cseréjeként. A győriek új szerződést ajánlottak neki, de túl nagy kivásárlási összeget állapítottak meg, és ezt a játékosa nem fogadta el. 2015. február 6-án visszatért Szlovákiába és az MŠK Žilina együttesének lett a játékosa. Április 4-én a Košice ellen debütált új klubjában. A 2015–2016-os szezonban 23 bajnokin 2 gólt szerzett. 2016 nyarán 5 évre aláírt a Bundesligában szereplő Borussia Mönchengladbach csapatához. A szezon első felében a tartalék csapatban kapott lehetőséget, ahol decemberig 11 mérkőzésen egy gólt és 4 gólpasszt jegyzett. 2017. február 7-én a kupában a SpVgg Greuther Fürth ellen néhány perc játéklehetőséget kapott. Március 19-én a Bayern München ellen a 81. percben pályára lépett, amivel a bajnokságban is bemutatkozott. Április 5-én a Hertha BSC elleni bajnoki mérkőzésen megszerezte első gólját a felnőtt csapatban, ahol először volt a kezdőcsapat tagja. A mérkőzés 16. percében szabadon vehette át a labdát a Hertha kapujától 20 méterre, egy állítás után pedig a bal alsóba lőtte a labdát, ezzel megszerezte csapatának a vezetést.
2019. január 30-án az idény hátralevő részére a másodosztályú Holstein Kiel vette kölcsön. Az 1. FC Heidenheim ellen mutatkozott be a Bundesliga 2-ben. Március 15-én duplázott az Erzgebirge Aue elleni bajnokin, valamint kiosztott két gólpasszt is. 2021. február 1-jén az az idény végéig kölcsönvette az Augsburg csapata. Néhány nappal később a VfL Wolfsburg ellen mutatkozott be a 2–0-ra elvesztett bajnoki találkozón. Március 6-án a Hertha BSC ellen a 2. percben megszerezte első gólját klubjában.
2022. június 22-én négyéves szerződést írt alá a Hamburger SV csapatával.

### Válogatott
2012. szeptember 9-én az Osztrák U16-os labdarúgó-válogatott ellen mutatkozott be a Szlovák U16-os labdarúgó-válogatottban, a mérkőzést 3–0-ra elvesztették. Az U18-as válogatottban két mérkőzésen lépett pályára 2014-ben, a Cseh U18-as és az Osztrák U18-as labdarúgó-válogatott ellen. December 11-én az U19-esek között debütált a 2015-ös U19-es labdarúgó-Európa-bajnokság selejtezőjében az Azeri U19-es labdarúgó-válogatott ellen, 3 percet töltött a pályán. Ez időben ajánlották neki a magyar állampolgárságot, de nem fogadta el. A Magyar U19-es válogatott ellen megszerezte első gólját a 66. percben. 2015. október 8-án az U21-es válogatottba is meghívott kapott és pályára is lépett a Ciprusi U21-es labdarúgó-válogatott ellen.
2017 májusában Ján Kozák szövetségi kapitány behívta a felnőttek keretében a június 10-i Litvánia elleni vb-selejtezőre készülő csapathoz.
Részt vett a 2017-es U21-es Európa-bajnokságon.

## Statisztika

### Klub
2021. március 6-i állapotnak megfelelően.
| Klub                        | Szezon   | Bajnokság            | Bajnokság | Bajnokság | Cup   | Cup   | Ligakupa | Ligakupa | Nemzetközi | Nemzetközi | Összesen | Összesen |
| Klub                        | Szezon   | Osztály              | Mérk.     | Gólok     | Mérk. | Gólok | Mérk.    | Gólok    | Mérk.      | Gólok      | Mérk.    | Gólok    |
| --------------------------- | -------- | -------------------- | --------- | --------- | ----- | ----- | -------- | -------- | ---------- | ---------- | -------- | -------- |
| Győr                        | 2014–15  | NB I                 | 1         | 0         | 0     | 0     | 4        | 0        | 0          | 0          | 5        | 0        |
| Žilina II                   | 2014–15  | Szlovák 2. Liga      | 6         | 0         | –     | –     | –        | –        | –          | –          | 6        | 0        |
| Žilina                      | 2014–15  | Szlovák First League | 8         | 0         | 0     | 0     | –        | –        | –          | –          | 8        | 0        |
| Žilina                      | 2015–16  | Szlovák First League | 23        | 2         | 3     | 0     | –        | –        | 0          | 0          | 26       | 2        |
| Žilina                      | Összesen | Összesen             | 31        | 2         | 3     | 0     | 0        | 0        | 0          | 0          | 34       | 2        |
| Borussia Mönchengladbach II | 2016–17  | Regionalliga West    | 12        | 1         | –     | –     | –        | –        | –          | –          | 12       | 1        |
| Borussia Mönchengladbach II | 2017–18  | Regionalliga West    | 1         | 0         | –     | –     | –        | –        | –          | –          | 1        | 0        |
| Borussia Mönchengladbach II | 2018–19  | Regionalliga West    | 2         | 0         | –     | –     | –        | –        | –          | –          | 2        | 0        |
| Borussia Mönchengladbach II | Összesen | Összesen             | 15        | 1         | 0     | 0     | 0        | 0        | 0          | 0          | 15       | 1        |
| Borussia Mönchengladbach    | 2016–17  | Bundesliga           | 8         | 1         | 2     | 0     | –        | –        | 0          | 0          | 10       | 1        |
| Borussia Mönchengladbach    | 2017–18  | Bundesliga           | 2         | 0         | 0     | 0     | –        | –        | –          | –          | 2        | 0        |
| Borussia Mönchengladbach    | 2018–19  | Bundesliga           | 1         | 0         | 0     | 0     | –        | –        | –          | –          | 1        | 0        |
| Borussia Mönchengladbach    | 2019–20  | Bundesliga           | 22        | 0         | 2     | 0     | –        | –        | 4          | 0          | 28       | 0        |
| Borussia Mönchengladbach    | 2020–21  | Bundesliga           | 7         | 0         | 1     | 1     | –        | –        | 2          | 0          | 10       | 1        |
| Borussia Mönchengladbach    | Összesen | Összesen             | 40        | 1         | 5     | 1     | –        | –        | 6          | 0          | 51       | 2        |
| Holstein Kiel               | 2018–19  | Bundesliga 2         | 15        | 2         | 1     | 0     | –        | –        | –          | –          | 16       | 2        |
| Augsburg                    | 2020–21  | Bundesliga           | 5         | 1         | 0     | 0     | –        | –        | –          | –          | 5        | 1        |
| Összesen                    | Összesen | Összesen             | 113       | 7         | 9     | 1     | 4        | 0        | 6          | 0          | 132      | 8        |

### Mérkőzései a szlovák válogatottban
| #  | Dátum             | Ellenfél | Eredmény | Kiírás              | Esemény |
| -- | ----------------- | -------- | -------- | ------------------- | ------- |
| 1. | 2017. június 10.  | Litvánia | 2 – 1    | Vb-selejtező        | 90'     |
| 2. | 2019. június 7.   | Jordánia | 5 – 1    | barátságos mérkőzés | 61'     |
| 3. | 2019. október 13. | Paraguay | 1 – 1    | barátságos mérkőzés | 46'     |

## Külső hivatkozások
- Bénes László adatlapja a Kicker oldalon (angolul)
- Bénes László adatlapja a Transfermarkt oldalon (angolul)
- Bénes László adatlapja a Soccerway oldalon (angolul)
- Bénes László adatlapja az MLSZ oldalon (magyarul)
- Bénes László adatlapja a HLSZ oldalon (magyarul)